# Widelec Hume'a
Widelec Hume'a - pojęcie w epistemologii, sformułowane w latach 30. XVIII w. przez szkockiego filozofa Davida Hume'a. Wprowadza podział wszystkich twierdzeń na relacje idei (zdania analityczne, konieczne i poznawalne a priori) oraz kwestie faktu (zdania syntetyczne, poznawalne wyłącznie a posteriori). Koncepcja ta jest podstawą dla sceptycyzmu Hume'a wobec uzasadnienia indukcyjnego i spekulatywnej metafizyki, wpływając m.in. na rozwój pozytywizmu logicznego oraz dyskusje o granicy między analizą logiczną a empiryzmem.
Przykład:
1. Trójkąt ma trzy boki - prawdziwość wynika wyłącznie z definicji użytych pojęć, a zaprzeczenie prowadzi do sprzeczności logicznej.
2. Trójkąty równoboczne rzadko spotyka się w naturze - zdanie odnosi się do stanu rzeczy w świecie, które trzeba sprawdzić empirycznie, więc może okazać się fałszywe.